# 회장님은 메이드 사마!
회장님은 메이드 사마!(일본어: 会長はメイド様! 카이초 와 메이도 사마![*])는 일본의 만화가인 후지와라 히로가 연재하는 만화이자, 동명의 만화를 원작으로 한 드라마 CD와 애니메이션이다. 2006년 2월부터 2013년 11월까지 하쿠센샤의 소녀 만화 잡지인 LaLa에서 만화가 연재했으며, 연재 잡지인 LaLa에서 2007년 4월호를 시작으로 드라마 CD가 잡지의 부록으로 첨부되어 공개되기도 하였다. 애니메이션은 2010년 4월부터 방영을 개시하였다.
'사마'(様)는 일본어로 '님'이라는 뜻이나, 대한민국의 서울문화사에서 한국어로 정식 번역 발간한 서적에는 '사마'라는 명칭이 그대로 쓰였다.

## 스토리
원래 남자 고등학교였던 세이카 고등학교가 남녀공학으로 바뀐 이래, 처음으로 여성으로써 학생회장이 된 아유자와 미사키는 남학생들의 횡포로부터 여학생들을 지키기 위해 고군분투하고 있었다. 남자를 압도하는 강인한 성격을 지닌 미사키이지만, 실은 그녀에게는 비밀이 있었다. 찢어질 듯이 가난한 가족 살림을 충당하기 위해 학교 몰래 메이드 카페에서 아르바이트를 하고 있었는데... 어느날, 학교의 인기남으로 통하는 괴짜, 우스이 타쿠미가 이를 목격하게 된다.

## 등장 인물
등장인물의 표기는 한국어 정식 발행판을 기준으로 하며, 성우 표기는 드라마CD와 TV애니메이션 순으로 나열한다.

### 세이카 고교 학생
아유자와 미사키(일본어: 鮎沢 美咲)
성우 - 후지무라 아유미
나이: 16세(이후 17세) / 소속: 2학년 1반 (학생 회장) / 생일: 9월 29일 / 혈액형: B형 / 신장: 165cm / 체중: 49kg / 특기: 합기도 / 좋아하는 것: 노력
이 작품의 주인공으로, 본래 남자 학교였던 세이카 고교의 개교 이래 최초의 여성 학생 회장이기도 하다. 특유의 강한 성격으로 남자들을 압도하며, 전형적인 노력파이다. 가난한 살림을 충당하기 위해 메이드 카페 '메이드 라떼'에서 아르바이트를 하고 있으며, 학생 회장으로서의 위엄이 사라지는 것을 두려워 해 이를 친구들에게도 비밀로 하고 있다. 현재 우스이 타쿠미와 사귀고있다.
우스이 타쿠미(일본어: 碓氷 拓海 우스이 다쿠미[*])
성우 - 오카모토 노부히코
나이: 17세 / 소속: 2학년 2반 / 생일: 4월 27일 / 혈액형: O형 / 신장: 186cm / 체중: 잊어버림 / 특기: 특별히 없음 / 좋아하는 것: 관찰
세이카 고등학교의 인기남 학생으로, 성적은 미사키와 대등한 라이벌 수준으로 미사키가 인식하고 있다. 미사키에 뒤떨어지지 않는 능력의 소유자로, 남학생들로부터 경의에 표해지고 있다. 우연히 미사키의 비밀을 알게 되어 흥미를 가지면서 이후로는 그녀를 따라다니기 시작했고, 결국 '메이드 라떼'의 단골 손님이 되기에 이르렀다. 미사키에 호의를 가지고 있어, 자신 이외의 다른 남자가 얽히는 것을 싫어하고 있다. 미사키로부터 [변태 외계인]이라고 불리며 다분한 S기질을 보여주고 있다.
유키무라 쇼이치로(일본어: 幸村 祥一郎)
성우 - 시이바시 카즈요시
나이: 16세 / 소속: 2학년 3반 (학생 부회장) / 혈액형: A형 / 신장: 164cm / 체중: 59kg / 특기: 암산 / 좋아하는 것: 사무 업무
세이카 고등학교의 부회장으로 사무 능력은 뛰어나지만 운동 신경이 둔한 것이 특징이다. 약간 소심한 성격 때문에, 자기 주장을 강력히 펼 수 있는 미사키를 존경하고 있다. 여자보다 아름다운 외모를 갖고있어 주위 남학생들에게 놀림당하기 일쑤.
하나조노 사쿠라(일본어: 花園 さくら)
성우 - 하나자와 카나
나이: 16세 / 소속: 2학년 3반 / 혈액형: O형 / 신장: 156cm / 체중: 비밀 / 특기: 노래 부르기 / 좋아하는 것: 미사키♡
시즈코, 쇼이치로의 클래스메이트로 꽃꽃이 부의 부원이기도 하다. 세이카 고교에서는 얼마 안되는 여학생 중 한명이라는 점 때문에, 시즈코와 미사키 등과는 제일 사이가 좋은 것이 특징이다. 사랑스런 외모와 특유의 붙임성 있는 성격 덕분에 남학생으로부터 인기가 많지만, 잘 속아넘어가는 것이 문제이다.
카가 시즈코(일본어: 加賀 しず子 가가 시즈코[*])
성우 - 코바야시 유우
나이: 16세 / 소속: 2학년 3반 / 혈액형: A형 / 신장: 158cm / 체중: 47kg / 특기: 꽃꽃이 / 좋아하는 것: 좌선
사쿠라와 쇼이치로의 클래스메이트로 꽃꽃이 부 부원이기도 하며, 항상 안경을 쓰고 있다. 좋아하는 과목은 수학이며, 운동에는 서투르다. 미사키, 사쿠라와 사이가 좋아, 점심을 함께 먹는 경우가 많다.
시라카와 나오야(일본어: 白川 直也)
성우 - 이치키 미츠히로
나이: 17세 / 소속: 2학년 5반 / 혈액형: B형 / 신장: 180cm / 체중: 75kg / 특기: 체력 승부 / 좋아하는 것: 전대물이나 히어로 등의 뜨겁게 달아오를 만한 것
통칭 '바보 트리오'의 일원 중 한명으로 이쿠토, 류노스케와는 함께 어울려 다니고 있다. 본래는 불량한 소행으로, 풍기에 까다로운 미사키에 반감을 가지고 있었지만, 그녀의 비밀을 알게 된 이후로는 오히려 그 갭에 빠져 '메이드 라떼'에서 보내는 나날이 늘어나게 되었다.
본래는 이름이 없이 그냥 'A'라고만 불리고 있었으나, 연재 도중 제6화에서 독자 기획으로 '바보 트리오'의 이름을 모집하게 되어, 제8화에서 정식으로 이름이 붙여졌다. 시라카와라고 붙여진 이유로는 '머리카락이 희다(白)'는 이유에서였다.
사라시나 이쿠토(일본어: 更科 郁斗)
성우 - 테라시마 타쿠마
나이: 16세 / 소속: 2학년 5반 / 혈액형: A형 / 신장: 178cm / 체중: 73kg / 특기: 그림 그리기 / 좋아하는 것: 아마 순애계의 게임
통칭 '바보 트리오'의 일원 중 한명으로, 나오야와 같이 이름 없이 'B'라고만 불렸으나, 이후 현재와 같은 정식 이름이 붙게 되었다. 사라시나라는 이름이 유래한 이유로는 '머리카락이 보송보송하므로'라는 이유에서였다. 자칭 '숨은 오타쿠'로, 일러스트에 자신이 있어 '메이드 라떼'의 상품 제작에 협력하게 된다.
쿠로사키 류노스케(일본어: 黒崎 龍之介 구로사키 류노스케[*])
성우 - 나카무라 유이치 / 호소야 요시마사
나이: 17세 / 소속: 2학년 5반 / 혈액형: O형 / 신장: 183cm / 체중: 78kg / 특기: 재봉 / 좋아하는 것: 우선 에로한 것
통칭 '바보 트리오'의 일원 중 한명으로, 나오야와 이쿠토와 같이 이름 없이 'C'라고만 불렸으나, 이후 현재와 같은 정식 이름이 붙게 되었다. 쿠로사키라는 이름이 붙게 된 이유로는 '머리카락이 검으니까(黒)'라는 이유에서였다.

### 메이드 라떼와 관련한 인물
효도 사츠키(일본어: 兵藤 さつき 효도 사쓰키[*])
성우 - 타나카 리에 / 토요사키 아키
나이: 30세 (자칭 '영원한 18세') / 혈액형: AB형 / 신장: 158cm / 체중: 비밀 / 특기: 의상 제작♪ / 좋아하는 것: 망상
미사키가 일하고 있는 '메이드 라떼'의 점장으로 망상을 좋아하고 오타쿠 기질을 가지고 있지만 업무에는 매우 열심이다. 점원들을 진심으로 신뢰하고 있으며 미사키와 타쿠미의 연애를 응원하고 있다.
호노카(일본어: ほのか)
성우 - 없음 / 아스미 카나
나이: 20세 / 혈액형: B형 / 신장: 157cm / 체중: 42kg / 특기: 캐릭터 만들기 / 좋아하는 것: 픽션의 세계
미사키의 동료로 당초에는 미사키를 싫어하고 있었지만 이후 친하게 지내게 되었다. 매우 음흉한 본성을 지니고 있는 것이 특징이다.
스바루(일본어: すばる)
성우 - 없음 / 우에다 카나
나이: 22세 / 혈액형: A형 / 신장: 164cm / 체중: 51kg / 특기: 영어 / 좋아하는 것: 저금
미사키의 동료로, 안경에 포니테일을 한 모습이다. '메이드 라떼'에서는 사츠키를 제외하면 최연장자이다.
에리카(일본어: エリカ)
성우 - 없음 / 이세 마리야
나이: 19세 / 혈액형: O형 / 신장: 162cm / 체중: 49kg / 특기: 색글씨 쓰기 / 좋아하는 것: 즐거우면 뭐든지 좋아해!
미사키의 동료로 현재 전문대에 재학 중이다. 웨이브 형태의 머리가 특징이다.
효도 아오이(일본어: 兵藤 葵)
성우 - 카이다 유키 / 이가라시 히로미
나이: 14세 / 혈액형: B형 / 신장: 153cm / 체중: 48kg / 특기: 여장 / 좋아하는 것: 귀여운 것
사츠키의 조카로 미소녀 넷 아이돌로서 활동하고 있지만 실은 남자 중학생이다. 아이돌로서의 이름은 'AOI'로 여장에 흥미를 가진 것 때문에 주위 남자 아이들에게 따돌림 당한 과거가 있어 남성 전반에 대한 복수심으로 여자인 척하여 남자의 자존심을 희롱하는 것에 열중하고 있다. 애써 여장하는 자신과는 달리 여자이면서도 여자로서의 별 꾸밈도 없이 수수한 모습을 하고 있는 미사키에 대해 그다지 마음에 들지 않아했지만, 요즘은 미사키를 꽤 마음에 들어해 우스이와의 사랑을 응원하는 눈치(?)

### 기타 등장 인물
이가라시 토라(일본어: 五十嵐 虎 이가라시 도라[*])
성우 - 없음 / 스즈무라 켄이치
나이: 16세 / 소속: 미야비가오카 학원 2(II)학년 S반 / 혈액형: O형 / 신장: 180cm / 체중: 75kg / 특기: 인사 치레 / 좋아하는 것: 연기
미야비가오카 학원의 학생 회장으로, 어떠한 사건으로 인해 미사키를 알게 된 이후 그녀에게 흥미를 가지기 시작하였다. 겉으로는 온화한 모습이지만, 실제로는 매우 자기중심적인 인물이다.
아유자와 미나코(일본어: 鮎沢 美奈子)
성우 - 없음 / 카와스미 아야코
나이: 36세 / 혈액형: O형 / 신장: 161cm / 체중: 48kg / 특기: 꽃 다듬기 / 좋아하는 것: 온화한 일상
미사키의 어머니로, 약간 병약한 몸으로 부업을 하며 가계를 지탱해나가고 있다.
아유자와 스즈나(일본어: 鮎沢 紗奈)
성우 - 없음 / 이시하라 카오리
나이: 14세 / 혈액형: O형 / 신장: 155cm / 체중: 42kg / 특기: 응모 / 좋아하는 것: 응모, 치즈햄버거 군
미사키의 여동생으로 일명 '응모 매니아'이다. 점잖게 담담한 어조로 말하는 것이 특징이다.
제랄드 워커 (영어: Gerald Worker)
성우 - ???
애니메이션에는 나오지 않는 인물로써, 우스이와 다른아버지를 가지고있는 배다른 형제. 우스이를 닮아 약간 4차원적인 기질이 있으며 검은머리칼 빼고는 우스이와 전적으로 닮았다. 지병이 있는듯하며, 미사키와 우스이 사이를 애매한입장으로 바라보고있다. 여튼 우스이를 좋아하지 않는 것은 확실.

## 작품의 주요 배경
세이카 고등학교(일본어: 星華高校)
미사키 등이 다니고 있는 고등학교로, 현재는 남녀공학의 고등학교이지만 몇년 전 까지만 해도 남자 고등학교였다. 풍기의 혼란에 의한 악평으로 여학생은 현재도 적게 받고 있으며, 남녀 입학생이 8:2의 이루고 있다. 때문에 남학생이 제멋대로 행동해도 여학생들은 아무 말도 못하고 있었지만, 미사키가 회장으로 취임하고 나서부터는 상황이 180도 역전되었다.
메이드 라떼(일본어: メイド・ラテ 메이도 라테[*])
미사키가 일하고 있는 메이드 카페로, 세이카 고교에서는 먼 거리에 있어 미사키가 여기에서 일하고 있는 것을 아는 사람은 적다. 시급은 850엔으로, 고객들을 즐겁게 하기 위해 '남장 DAY', '안경 아가씨 DAY'등의 여러 가지 이벤트를 행하고 있다.
미야비가오카 학원(일본어: 雅ヶ丘学園)
재벌 가문의 학생들이 다니는 명문 학교로, 이름 그대로 작은 언덕(雅ヶ丘)에 위치해 있다. 교내가 매우 넓고 호화로워, 이는 외부인이 찾아 왔을 때 반드시 안내가 필요할 정도이다.

## 단행본
일본을 기준으로 2006년 2월부터 하쿠센샤의 소녀 만화 잡지인 LaLa에서 연재가 시작되었으며, 그 해 9월에 첫 단행본이 출간되었다. 대한민국에서는 서울문화사가 정식으로 수입하여 한국어로 번역하여 출간하고 있으며, 역자는 1권부터 6권까지는 이주련이, 7권부터는 정효진이 담당하고 있다.
- 제1권
  - 일본: 2006년 9월 5일 발매 / ISBN 9484592184319
  - 대한민국: 2008년 3월 28일 발매 / ISBN 978-89-532-8560-6
- 제2권
  - 일본: 2007년 2월 5일 발매 / ISBN 978-4-592-18432-4
  - 대한민국: 2008년 5월 19일 발매 / ISBN 978-89-532-8608-5
- 제3권
  - 일본: 2007년 8월 4일 발매 / ISBN 978-4-592-18433-1
  - 대한민국: 2008년 6월 11일 발매 / ISBN 9788953286506 {{isbn}}의 변수 오류: 유효하지 않은 ISBN.
- 제4권
  - 일본: 2007년 12월 5일 발매 / ISBN 978-4-592-18434-8
  - 대한민국: 2008년 8월 19일 발매 / ISBN 978-89-532-8846-1
- 제5권
  - 일본: 2008년 5월 2일 발매 / ISBN 978-4-592-18435-5
  - 대한민국: 2008년 10월 22일 발매 / ISBN 978-89-532-8869-0
- 제6권
  - 일본: 2008년 9월 5일 발매 / ISBN 978-4-592-18686-1
  - 대한민국: 2009년 1월 19일 발매 / ISBN 978-89-263-0526-3
- 제7권
  - 일본: 2009년 4월 3일 발매 / ISBN 978-4-592-18687-8
  - 대한민국: 2009년 9월 21일 발매 / ISBN 978-89-263-0774-8
- 제8권: 2009년 9월 4일 발매 / ISBN 978-4-592-18688-5
- 제9권: 2010년 4월 5일 발매 / ISBN 978-4-592-18689-2

-10, 11권도 나와 있습니다

## 드라마 CD
연재 잡지 LaLa의 부록으로서 2007년 4월호, 2007년 10월호, 2008년 2월호, 2008년 3월호, 2008년 5월호에 각각 수록되었으며, 이외에도 'LaLaDX' 2008년 3월호에서는 3개 잡지 연동의 응모자 전원 서비스로도 전개하였다. 2010년 5월호에서는 TV애니메이션판의 성우에 의한 드라마 CD가 부록으로 첨부되었다.

## TV 애니메이션
J.C.STAFF의 제작으로 TV애니메이션이 2010년 4월 1일 도쿄 방송(TBS)을 시작으로 일부 방송국에서 방영되기 시작하였다. 대한민국에서는 애니플러스가 수입하여 2010년 4월 13일부터 약 2주간의 시차를 두고 자막으로 방영하기 시작하였다.

### 스태프
- 원작: 후지와라 히로(藤原 ヒロ)
- 감독: 사쿠라이 히로아키(桜井 弘明)
- 시리즈 구성: 이케다 마미코(池田 眞美子)
- 캐릭터 디자인: 이모토 유키(井本 由紀)
- 프롭 디자인: 하라 슈이치(原 修一)
- 미술감독: 코바야시 시치로(小林 七郎)
- 색채설정: 이시다 미유키(石田 美由紀)
- 촬영감독: 쿠로자와 유타카(黒澤 豊)
- 편집: 고토 마사히로(後藤 正浩)
- 음향감독: 모토야마 토오루(本山 哲)
- 음악: 마에구치 와타루(前口 渉)
- 애니메이션 제작: J.C.STAFF
- 제작 협력: 제네온 유니버설 엔터테인먼트(ジェネオン・ユニバーサル・エンターテイメント), 하쿠센샤(白泉社), MOVIC(ムービック), J.C.STAFF
- 제작: 메이드 사마! 프로젝트, TBS

### 주제가
오프닝 테마 - My Secret
작사: 하루카즈 아야 / 작곡: 야마모토 유스케 / 편곡: 마에구치 와타루 / 노래: 미즈노 사아야(제네온 유니버설 엔터테인먼트)
엔딩 테마 - 예감(일본어: 予感)
작사: 요시히코, 나오 / 작곡: 나오 / 편곡: heidi. / 노래: heidi.(제네온 유니버설 엔터테인먼트)

## 웹 라디오
'회장님은 라디오 사마!'라는 타이틀로 2010년 4월 2일부터 개시하였으며, 제1회 방송의 경우 '도쿄 국제 애니메이션 페어'에서 공개 녹음 형식으로 진행하기도 하였다. 진행자는 아유자와 미사키 배역의 후지무라 아유미, 유키무라 쇼이치로 배역의 시이바시 카즈요시가 담당하고 있다.